# Кинцинг
Кинцинг (њем. Künzing) општина је у њемачкој савезној држави Баварска. Једно је од 26 општинских средишта округа Дегендорф. Према процјени из 2010. у општини је живјело 3.128 становника. Посједује регионалну шифру (AGS) 9271128.

## Географски и демографски подаци
Кинцинг се налази у савезној држави Баварска у округу Дегендорф. Општина се налази на надморској висини од 310 метара. Површина општине износи 40,3 km². У самом мјесту је, према процјени из 2010. године, живјело 3.128 становника. Просјечна густина становништва износи 78 становника/km².